# Príncipe do Piemonte
Príncipe do Piemonte era um título real, que substituiu o de Senhor do Piemonte, em 1416, como prerrogativa aos detentores do Condado de Saboia, cujos senhores eram membros da Casa de Saboia. O título se tornou hereditário de 1418, quando o Condado de Saboia passou a ser um ducado e os membros da casa de Saboia passaram a ter o tratamento de "príncipes".
Quando eles se tornaram reis da Itália, a Casa de Saboia fez com que tal título principesco fosse o emblema do príncipe herdeiro, que se alternaria com o de Príncipe de Nápoles, criado para reforçar a ideia de unidade nacional. Na prática, quando um Príncipe do Piemonte é coroado Rei, o seu filho assume o título de Príncipe de Nápoles e seu neto Príncipe do Piemonte, continuando assim a alternância na prole.

## Senhores do Piemonte
- 1176–1233 Tomás, também Conde de Saboia
- 1233–1259 Tomás II, filho do anterior
- 1259–1282 Tomás III, filho do anterior
- 1282–1334 Felipe I, filho do anterior, também Príncipe da Acaia(1301–1307)
- 1334–1367 James, filho do anterior, requerente de Acaia
- 1368–1368 Filipe II, filho do anterior
- 1368–1402 Amadeu, irmão do anterior, requerente de Acaia
- 1402–1418 Luis, irmão do anterior

## Príncipe do Piemonte
- 1416–1451: Amadeu VIII de Saboia(1383-1451), Duque de Saboia.
- 1451-1465: Luis(1402-1465), filho do anterior.
- 1465-1472: Amadeu IX de Saboia (1435-1472), filho do anterior.
- 1472-1482: Felisberto I(1465-1482), filho do anterior.
- 1482-1490: Carlos I(1468-1490), irmão do anterior.
- 1490-1496: Carlos II (1489-1496), filho do anterior.
- 1496-1497: Filipe II (1438-1497), tio-avô do antigo.
- 1497-1504: Felisberto II (1480-1504), filho do anterior.
- 1504-1553: Carlos III (1486-1553), irmão do anterior.
- 1553-1580: Emanuel Felisberto de Saboia 1528-1580), irmão do anterior.
- 1580-1630: Carlos Emanuel I(1562-1630), filho do anterior.
- 1630-1637: Vitor Amadeu (1587-1637), filho do anterior.
- 1637-1638: Francisco Jacinto de Saboia (1627-1638), filho do anterior.
- 1638-1675: Carlos Emanuel (1634-1675), irmão do anterior.
- 1675-1731: Vítor Amadeu II (1666-1732), filho do anterior.
- 1732-1773: Carlos Emanuel III da Sardenha (1701-1773), filho do anterior.
- 1773-1796: Vítor Amadeu III (1726-1796), filho do anterior.
- 1796-1802: Carlos Emanuel IV (1751-1819), filho do anterior.
- 1802-1824: Rei Vitor Emanuel I (1759-1824), irmão do anterior.
- 1824-1831: Carlos Félix da Sardenha (1765-1831), irmão do anterior.
- 1831-1849: Carlos Alberto da Sardenha (1798-1849), primo do antigo.
- 1849-1861: Vítor Emanuel II da Itália (1820-1878), filho do anterior

## Príncipe Hereditário da Itália
- Príncipe Humberto I, filho de Vittorio Emanuele II, Príncipe do Piemonte de 1861 a 1878.
- Príncipe Vittorio Emanuele II, filho de Humbert eu, foi Príncipe de Nápoles de 1878 a 1900.
- Príncipe Humberto II de Saboia, filho de Vittorio Emanuele III, foi Príncipe do Piemonte de 1904 a 1946.
- Príncipe Vittorio Emanuele de Sabóia, filho de Humberto II, Príncipe de Nápoles desde 1946.

## Brasão de armas
O brasão de armas nunca foi relatado por qualquer membro do ramo Savoia-Acaia, que era uma cruz de prata em fundo vermelho. O brasão mostrado foi concedido com o título de Principe di Piemonte, por Amadeu VIII de Saboia, filho mais velho Abdallah, em 1424. Amedeu nunca tornou-se Duque de Saboia, pois morreu antes de seu pai. Desde então, tem sido o costume de conceder o título de Príncipe do Piemonte, e seu brasão de armas, ao filho mais velho do chefe da Casa de Saboia.

## Controvérsia
Após a proclamação da República Italiana em 1946 e os eventos relacionados à questão dinástica italiana, o título de Principe do Piemonte é uma fonte de controvérsia entre os dois ramos da família Savoia.

### Emanuel Filiberto, Duque de Saboia
Os apoiantes de Emanuel Filiberto de Saboia reivindicou o título de Príncipe do Piemonte que foi dado por seu pai, Vítor Emmanuel. No entanto, o decreto e a data de nomeação nunca foram publicados nem tornadas pública, de modo a tornar este título seu. O título é relatado, sem fontes, no Almanaque de Gotha.
O Almanaque de Gotha, no entanto, em vários casos, tem sido o foco de controvérsia devido à atribuição de títulos dinásticos ou nobreza para as pessoas que, segundo os especialistas, eles tinham o direito.
Emanuele Filiberto também em anuários do conselho dos senadores do reino, dos quais o último foi impresso em 1998, nunca apareceu como principe do Piemonte. . O Anuário da Nobreza Italiana, sob o título "a casa real de Saboia", não indica Emanuele Filiberto com tal título. Jornalistas, porém, referem-se a Emanuel Filiberto com o título de "Príncipe do Piemonte e Veneza". 

### Humberto de Aosta
O príncipe Humberto de Savoia-Aosta, filho mais velho de Aimone de Aosta e Olga da Grécia, recebeu o título de Principe do Piemonte em 9 de março de 2009 por seu avô, Amadeu de Saboia-Aosta.